# Le Mort qu'il faut
 (février 2015).
Si vous disposez d'ouvrages ou d'articles de référence ou si vous connaissez des sites web de qualité traitant du thème abordé ici, merci de compléter l'article en donnant les références utiles à sa vérifiabilité et en les liant à la section « Notes et références ».
Le Mort qu'il faut est un roman autobiographique de Jorge Semprún qui se déroule dans le camp de concentration de Buchenwald.

## Présentation
« La vie en soi, pour elle-même, n'est pas sacrée : il faudra bien s'habituer à cette terrible nudité métaphysique. » (Jorge Semprún - Adieu vive clarté…)
Il aura fallu à Jorge Semprún plus de cinquante ans pour parler de cet épisode de sa vie dans le camp de concentration de Buchenwald. Il ne la mentionne ni dans Le Grand Voyage ni dans L'Écriture ou la Vie ses deux livres précédents qui décrivent la vie de Buchenwald. C'est au cours d'une conversation avec le peintre Zoran Mušič, plus exactement à partir d'un dessin représentant deux cadavres allongés tête-bêche, que resurgirent ses souvenirs.
Cette fraternité dans la mort apparaît déjà dans L'Écriture ou la vie avec la mort de son ami et professeur Maurice Halbwachs. Mais ici, face à l'agonie du « mort qu'il faut », ce François L avec qui il avait parlé littérature, Semprún ne peut prononcer une parole. Dans cette espèce de tombeau qu'est à l'aube ce lieu, le « Lager », « salle des sans-espoir », il tente de recueillir quelques bribes de paroles balbutiées par cette bouche inerte. François L, avant de sombrer dans « l'éternité de la mort » tente d'articuler quelques sons mais Semprún ne distingue que nihil prononcé deux fois.
Ce n'est que cinquante ans plus tard qu'il repensera à ces syllabes prononcées par François L quand il adapte Les Troyennes de Sénèque pour le théâtre de Séville, ce vers qu'il retrouve : « Il n'y a rien après mort, la mort elle-même n'est rien. »
Continuant à explorer l’horreur fondamentale de Buchenwald, Jorge Semprun s’attache à un épisode douloureux, refoulé depuis plus d’un demi-siècle au fond de sa mémoire.
De l’expérience fondatrice qu’a été son internement à Buchenwald, Jorge Semprun n’a cessé, depuis son premier ouvrage, Le grand voyage (1963), de creuser et recreuser les différents aspects dans des mises en perspective toujours nouvelles. Mais il lui a fallu attendre plus de cinquante ans pour nous raconter l’histoire du "mort qu’il faut".
Déporté pour faits de résistance en 1944, Semprun a vingt ans. Il fait partie de l’organisation communiste qui décide de le faire disparaître en raison d’une menace qui pèse sur lui. Disparaître, à Buchenwald, c’est prendre l’identité d’un autre.
L’horreur fondamentale du camp, Semprun ne cessera probablement jamais d’y revenir, explorant toutes les possibilités de la langue pour témoigner de la puanteur des latrines, de la fumée âcre qui s’échappe de la chambre à gaz et de la faim torturante.
La littérature, éclair de beauté et d’harmonie dans un monde ineffable, éclair de mémoire dans notre monde prompt à l’oubli.